# Comté de Dinwiddie
Pour les articles homonymes, voir Dinwiddie.
Le comté de Dinwiddie est un comté de Virginie, aux États-Unis.